# Cerje Tužno
Cerje Tužno je naselje u Hrvatskoj, administrativno pripada gradu Ivancu (Varaždinska županija).
Prema popisu iz 2001., ima 183 stanovnika.

## Zemljopisni položaj
Nalazi se na 46°15' sjeverne zemljopisne širine i 16°12' istočne zemljopisne dužine, na prosječnoj nadmorskoj visini 182 m.n.m.

## Stanovništvo
| broj stanovnika | 30    | 33    | 24    | 56    | 58    | 58    | 158   | 125   | 147   | 156   | 151   | 159   | 164   | 175   | 183   | 182   | 159   |
|                 | 1857. | 1869. | 1880. | 1890. | 1900. | 1910. | 1921. | 1931. | 1948. | 1953. | 1961. | 1971. | 1981. | 1991. | 2001. | 2011. | 2021. |